# Román Macaya Hayes
Román Macaya Hayes es un empresario costarricense. Fue embajador de Costa Rica ante Estados Unidos durante la administración Solís Rivera, y presidente ejecutivo de la Caja Costarricense de Seguro Social.
Nació en 1966 en Florida, Estados Unidos, obtuvo un doctorado en bioquímica en la Universidad de California y una maestría en gestión de sistema de salud en la Universidad de Pensilvania. Fue miembro de la Junta Directiva de la Cámara Nacional de Agricultura y Agroindustria, y presidente de la Asociación de la Industria Nacional de Agroquímicos. Fue presidente de la Cámara de Empresarios Pro-Costa Rica (que se oponía al CAFTA). Empresario exportador, dirige una empresa familiar de exportación llamada Rimacsa. Macaya fue opositor al Tratado de Libre Comercio entre Estados Unidos y Centroamérica, fue precandidato presidencial del Partido Acción Ciudadana, uno de los partidos principales de Costa Rica.
El 4 de marzo del 2009 hizo públicas sus aspiraciones a ser candidato presidencial de Costa Rica mediante el Partido Acción Ciudadana, su precandidatura fue aplaudida tanto por Ottón Solís como Epsy Campbell Barr (los otros precandidatos) e incluso por el diputado José Merino del Río, líder del izquierdista Partido Frente Amplio, pero resultó derrotado en la Convención Nacional del PAC del 31 de mayo del 2009.